# Marcel Deneux
Marcel Deneux est un homme politique français, membre du MoDem né le 16 août 1928.

## Biographie
Marcel Deneux est une des principales figures du syndicalisme agricole régional et du paysage politique local. Il est un exemple type de ces nombreux élus picards d'origine rurale et fortement impliqués dans les réseaux du monde agricole.
Fils d'agriculteurs, Marcel Deneux est né le 16 août 1928 à Beaucamps-le-Vieux (Somme). Diplômé d'un brevet de l'Institut agricole de Mesnières-en-Bray (Seine-Maritime), il devient à son tour agriculteur. Il s'engage à la Jeunesse agricole chrétienne (JAC) puis au Centre national des jeunes agriculteurs (CNJA) et à la Fédération nationale des syndicats d'exploitants agricoles (FNSEA). Elu président du CDJA en 1955, il prend part aux premières manifestations agricoles de l'après-guerre. Président du CNJA de 1960 à 1964, il participe activement aux tables rondes sur l'agriculture organisées à Matignon avec Edgard Pisani, Ministre de l'Agriculture. Ce dernier favorise une réforme des structures, voulue par les jeunes agriculteurs, au détriment d'une politique des prix ; ce clivage recoupant celui qui existe entre le CNJA et la FNSEA. Trésorier puis vice-président de la FNSEA de 1971 à 1983, il préside la Fédération nationale des producteurs de lait de 1970 à 1982 ainsi que l'Institut technique bovin (ITEB) de 1967 à 1981. Président du Comité d'expansion de la Somme de 1970 à 2001, il est également à la tête de la Caisse régionale du Crédit agricole, de 1977 à 1995, et de la Caisse nationale du Crédit agricole de 1982 à 1988.
Conseiller municipal puis adjoint au maire de sa commune natale, de 1983 à 1995, il entre en politique sur le tard en étant élu sénateur de la Somme et en rejoignant les rangs de l'UDF en 1995. Il est réélu sénateur le 26 septembre 2004 et s'affirme comme le spécialiste des questions de développement durable au Palais du Luxembourg. Au Sénat, il est vice-président de la commission de l'économie, du développement durable et de l'aménagement du territoire. En 2007, il suit François Bayrou au MoDem.
Il assure le 23 janvier 2011 l'intérim de Nicolas About, parti au CSA ; comme président du groupe centriste au Sénat vu qu'il en est le doyen d'âge. Le 4 février 2011, il annonce qu'il est candidat à la présidence du groupe centriste face à Hervé Maurey (NC) et François Zocchetto (AC). C'est ce dernier qui est élu.

## Anciens mandats
- Membre de l'Office parlementaire d'évaluation des choix scientifiques et technologiques
- Adjoint au maire de Beaucamps-le-Vieux
- Membre de la délégation pour l'Union européenne
- Membre de l'Assemblée générale et section du conseil national des transports
- Membre du Conseil économique et social
- Membre de la Commission consultative pour la production de carburants de substitution